# Arthur de Rothschild
Arthur de Rothschild, né le 28 mars 1851 à Paris (Île-de-France) et mort le 10 décembre 1903 à Monte-Carlo (Monaco) est un collectionneur d'art, conseiller municipal et homme mondain français.
Plus jeune fils de Nathaniel de Rothschild, il fut l'un des membres de la branche française de la famille Rothschild.

## Biographie

### Jeunesse
Né le 28 mars 1851 à Paris au 40 rue Taitbout, Arthur est le plus jeune des 4 enfants du couple Nathaniel de Rothschild (1812–1870) et Charlotte de Rothschild (1825–1899) sujets britanniques vivant en France depuis 1850.
Après avoir commencé ses études en France, lors de la guerre franco-prussienne de 1870-1871, il se réfugie en Belgique avec son précepteur et y finit ses études. Revenu en France après le conflit et ayant atteint sa majorité, il opte alors pour la nationalité française.
Fondateur et trésorier de la société internationale de secours aux blessés il est fait à ce titre chevalier de la légion d'honneur en 1871.

### Vie mondaine
Il participe peu à l'activité bancaire de la famille, assurant occasionnellement des remplacements saisonniers. N'ayant pas à se soucier de gagner sa vie, il mène une vie mondaine consacrant son existence à ses loisirs, dont la chasse qu'il pratique dans le domaine de sa mère, propriétaire depuis 1873 de l'abbaye des Vaux-de-Cernay à Auffargis. Il est conseiller municipal de cette commune de 1878 à 1884. 
Après le décès de sa mère il y entreprend la construction du chalet des Vindrins que son neveu fera raser.

## Philatélie
Passionné de philatélie, il commence une collection à l'âge de 12 ans s'entourant des conseils des grands marchands de l'époque à Paris et à Bruxelles devenant rapidement un spécialiste reconnu et l'auteur de plusieurs ouvrages dont en 1873 une histoire de la poste aux lettres. Il fonde d'ailleurs en 1875 avec quelques amis « Timbromanes » la Société Française de Timbrologie".
Sa collection sera vendue à son principal concurrent pour une somme dérisoire.

## Yachting
Très tôt passionné de navigation, il devient propriétaire de plusieurs navires dont la taille ira croissante. Il est le créateur de la coupe de France et d'abord trésorier il devient ensuite président du Y.C.F.

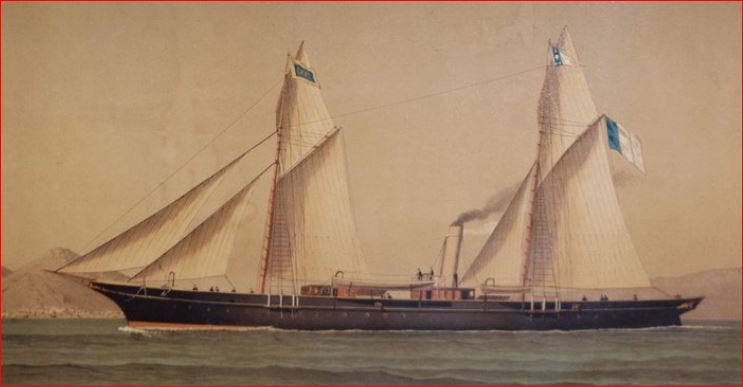
Eros I (1876)

Il commence par un yacht de rivière en 1872 Le Lutin, puis il achète le Stella et en 1875 fait construire en Angleterre le Eros I.Le trouvant trop petit pour accueillir ses invités il envisage de le vendre, puis fait alors construire le  Eros II qui sera alors un des plus beaux yachts du monde.

## Automobiles
Un des premiers possesseurs d'une voiture en France, il est à l'origine en 1901 de la coupe Arthur de Rothschild dans la cote de la Turbie.
Propriétaire d'une Daimler Phoenix, il acquiert ensuite une Mercedes Simplex.

## Collections
Passant dit-on deux heures par jour avec son tailleur, ce goût sera à l'origine de plusieurs collections comme les cravates, les nœuds de cheveux et autres accessoires. Il avait également une large collection de cigares. Ayant hérité grâce à sa mère d'une importante collection de tableaux, il lègue au Musée du Louvre une partie de cette collection ainsi qu'une collection de 122 bagues de mariage au Musée de Cluny (1904),,.

## Fin de vie
Vivant entre Paris au 33 rue du Faubourg Saint-Honoré et la Côte d'Azur sur son yacht, c'est à Monte-Carlo qu'il meurt d'une attaque cardiaque en 1903. Il est enterré au cimetière du Père-Lachaise.